# Landtagswahlkreis Karlsruhe II
Der Landtagswahlkreis Karlsruhe II (Wahlkreis 28) ist ein Landtagswahlkreis in Baden-Württemberg. Er umfasst die Karlsruher Stadtteile Daxlanden, Grünwinkel, Innenstadt-West, Knielingen, Mühlburg, Neureut, Nordstadt, Nordweststadt, Oberreut, Südweststadt und Weststadt. Wahlberechtigt waren bei der Wahl 2021 101.847 Einwohner.

## Wahl 2021
Die Landtagswahl 2021 hatte folgendes Ergebnis:
| Direktkandidat    | Partei         | Stimmen in % | Landtagswahl 2016 Stimmen in % |
| ----------------- | -------------- | ------------ | ------------------------------ |
| Alexander Salomon | Grüne          | 38,6         | 35,1                           |
| Katrin Schütz     | CDU            | 18,4         | 21,0                           |
| Meri Uhlig        | SPD            | 12,0         | 13,4                           |
| Rouven Stolz      | AfD            | 7,5          | 13,9                           |
| Patrik Mahlke     | FDP            | 7,3          | 6,7                            |
| Anna-Maria Jahn   | Die Linke      | 6,7          | 4,9                            |
| Joshua Stock      | Die Partei     | 2,1          | 0,9                            |
| Michael Vogtmann  | Volt           | 1,8          | –                              |
| Markus Schmoll    | KlimalisteBW   | 1,7          | –                              |
| Rena Thormann     | Freie Wähler   | 1,5          | –                              |
| Dominik Langer    | dieBasis       | 1,1          | –                              |
| Andreas Schäfer   | Die Humanisten | 0,6          | –                              |
| Eike Zimpelmann   | ÖDP            | 0,5          | 0,4                            |
| –                 | Sonstige       | –            | 3,8                            |

## Wahl 2016
Die Landtagswahl 2016 hatte folgendes Ergebnis:
| Direktkandidat    | Partei           | Stimmen in % | Landtagswahl 2011 Stimmen in % |
| ----------------- | ---------------- | ------------ | ------------------------------ |
| Katrin Schütz     | CDU              | 21,0         | 30,6                           |
| Alexander Salomon | Grüne            | 35,1         | 30,3                           |
| Meri Uhlig        | SPD              | 13,4         | 25,1                           |
| Hendrik Dörr      | FDP              | 6,7          | 4,8                            |
| Erik Wohlfeil     | PIRATEN          | 1,3          | 3,2                            |
| Andreas Schulz    | PARTEI           | 0,9          | –                              |
| Jessica Frank     | Tierschutzpartei | 1,2          | –                              |
| Sabine Skubsch    | DIE LINKE        | 4,9          | 3,8                            |
| Markus Leiber     | NPD              | 0,3          | 0,8                            |
| Ursula Holzwarth  | REP              | 0,1          | 0,6                            |
| Dirk Uehlein      | ödp              | 0,4          | 0,7                            |
| Marc Bernhard     | AfD              | 13,9         | –                              |
| Alexander Walch   | ALFA             | 0,7          | –                              |
| Keven Langner     | Die Rechte       | 0,1          | –                              |

## Wahl 2011
Die Landtagswahl 2011 hatte folgendes Ergebnis:
| Direktkandidat        | Partei    | Stimmen in % | Landtagswahl 2006 Stimmen in % | Landtagswahl 2001 Stimmen in % |
| --------------------- | --------- | ------------ | ------------------------------ | ------------------------------ |
| Katrin Schütz         | CDU       | 30,6         | 38,2                           | 38,4                           |
| Alexander Salomon     | Grüne     | 30,3         | 16,4                           | 10,3                           |
| Regina Schmidt-Kühner | SPD       | 25,1         | 29,2                           | 39,4                           |
| Ulrike Heiden         | FDP       | 04,8         | 08,7                           | 08,0                           |
| Michael Fischer       | DIE LINKE | 03,8         | WASG: 4,2                      | 02,5                           |
| Uwe Lancier           | PIRATEN   | 03,2         | –                              | –                              |
| Siegfried Gärtner     | NPD       | 00,8         | 01,1                           | 00,4                           |
| Dirk Uehlein          | ödp       | 00,7         | –                              | 00,4                           |
| Ursula Holzwarth      | REP       | 00,6         | 01,2                           | 02,5                           |
| Ertugrul Sahinbas     | BIG       | 00,3         | –                              | –                              |
| –                     | Sonstige  | –            | 01,0                           | 00,4                           |

## Abgeordnete seit 1976
Bei den Landtagswahlen in Baden-Württemberg hat jeder Wähler eine Stimme, mit der sowohl der Direktkandidat als auch die Gesamtzahl der Sitze einer Partei im Landtag ermittelt werden. Dabei gibt es keine Landes- oder Bezirkslisten, stattdessen werden zur Herstellung des Verhältnisausgleichs unterlegenen Wahlkreisbewerbern Zweitmandate zugeteilt.
Den Wahlkreis Karlsruhe II vertraten seit 1976 folgende Abgeordnete im Landtag:
| Partei | Art des Mandats | Gewählte |
| ------ | --------------- | --- |
| CDU    | Erstmandat      | Toni Menzinger 1976 Gerhard Seiler 1980 Wolfram Meyer 1984, 1988, 1992 Hans-Michael Bender 1996 Katrin Schütz 2006, 2011 |
| SPD    | Erstmandat      | Regina Schmidt-Kühner 2001                                                                                               |
| SPD    | Zweitmandat     | Erwin Sack 1976, 1980 Brigitte Wimmer 1984, 1988, 1992                                                                   |
| Grüne  | Erstmandat      | Alexander Salomon 2016, 2021                                                                                             |
| Grüne  | Zweitmandat     | Gerhard Stolz 1996 Renate Rastätter 2006 Alexander Salomon 2011                                                          |